# Orinococanastero
De orinococanastero (Thripophaga cherriei) is een zangvogel uit de familie Furnariidae (ovenvogels). Het is een kwetsbare, endemische vogelsoort in een beperkt gebied aan de bovenloop van de Orinoco in Venezuela en aangrenzend Colombia. Deze vogel is genoemd naar zijn ontdekker, de Amerikaanse ornitholoog George Kruck Cherrie.

## Kenmrken
De vogel is 15,5 tot 17,5 cm lang. Het is een overwegend bruin gekleurde vogel. Van boven warm bruin, vooral op de vleugels en de staart. Van onder is de vogel lichter, meer olijfkleurig bruin met witte streepjes. De vogel heeft een vage, smalle lichte wenkbrauwstreep.

## Verspreiding en leefgebied
Deze soort is endemisch in een klein gebied in het zuidelijke deel van Venezuela en een aangrenzend gebied in het departement Guainía in Colombia aan de bovenloop van de Orinoco. Het leefgebied bestaat uit vochtig rivierbegeleidend bos langs kreken die regelmatig overstromen op hoogten rond de 100 m boven zeeniveau.

## Status
De orinococanastero heeft een beperkt verspreidingsgebied en daardoor is de kans op uitsterven aanwezig. De grootte van de populatie werd in 2016 door BirdLife International geschat op 250 tot 999 individuen en de populatie-aantallen nemen af door habitatverlies. Het leefgebied wordt aangetast door ontbossing waarbij natuurlijk bos opgebruikt door als roofbouw bedreven zwerflandbouw. Om deze reden staat deze soort als kwetsbaar op de Rode Lijst van de IUCN.